# Малакост
Малакост (Malacosteus) — рід голкоротоподібних риб родини Стомієві (Stomiidae). Дрібна риба, сягає 15-25 см завдовжки. Живляться зоопланктом.

## Поширення
Рід поширений у холодних, помірних та тропічних морях та океанах по всьому світу. Полюючи за планктоном, здійснює вертикальні міграції від поверхні моря до глибини 500 м (відомі знахідки на глибині близько 2000 м).

## Класифікація
Рід містить 2 види
:
- Malacosteus australis Kenaley, 2007
- Malacosteus niger Ayres, 1848